# 日本学生オリエンテーリング連盟
日本学生オリエンテーリング連盟（にほんがくせいおりえんてーりんぐれんめい）は、日本の大学におけるオリエンテーリング競技を統括する学生連盟である。略称は日本学連、UOFJ、日学など。日本オリエンテーリング協会の正会員であり、日本学生オリエンテーリング選手権大会を主催し、世界大学オリエンテーリング選手権への選手派遣、学生のオリエンテーリング活動の促進事業、各オリエンテーリング団体との協力などを行っている。

## 下部組織
- 北海道・東北学生オリエンテーリング連盟
- 関東学生オリエンテーリング連盟
- 北信越学生オリエンテーリング連盟
- 東海学生オリエンテーリング連盟
- 関西学生オリエンテーリング連盟
- 中国・九州・四国学生オリエンテーリング連盟

## 歴代会長
| 代 | 在任期間        | 氏名     | 卒業大学等                                     |
| -- | --------------- | -------- | ---------------------------------------------- |
| 1  | 1986.11～1992.3 | 一國雅巳 | 東京工業大学名誉教授                           |
| 2  | 1992. 4～1996.3 | 村越真   | 東京大学学部卒,筑波大学大学院修了 静岡大学教授 |
| 3  | 1996.4～        | 河合利幸 | 大阪大学卒 大阪電気通信大学准教授              |

## 沿革
1977年、関東地区の大学オリエンテーリングクラブの集まりとして、関東学生オリエンテーリング連盟が発足。
1980年に、国内のオリエンテーリングクラブ間の情報連携の組織として、日本学生オリエンテーリング連絡協議会が発足。その後、発展解消し、1986年に日本学生オリエンテーリング連盟となった。

## 問題点
過去には、学連と日本オリエンテーリング協会の連携がうまく取れていなかったので、オリエンテーリング競技普及・促進への悪影響は否定できない。しかし、2014年からは、学連会員はオリエンテーリング協会の競技者に自動的に登録されるようになった。また、2010年に日本学生陸上競技連合や日本学生トライアスロン連合と学連間ミーティングを行い、ノウハウ共有や普及発展を図っている。